# Boesemania microlepis
 Boesemania microlepis  (englisch Boeseman croaker) ist ein südostasiatischer Süßwasserfisch aus der Familie der Umberfische (Sciaenidae) und die einzige Art der damit monotypischen Gattung Boesemania. Sie kommt in Südostasien im Mekong in Thailand, Laos, Vietnam und Kambodscha sowie auf Sumatra vor. Der Gattungsname ehrt den niederländischen Ichthyologen Marinus Boeseman, das Artepitheton weist auf die kleinen Körperschuppen hin.

## Merkmale
Boesemania microlepis erreicht durchschnittlich etwa 50 Zentimeter und maximal etwa einen Meter Länge sowie ein Gewicht von bis zu 18 Kilogramm. Der Körper ist graubraun, zum Bauch hin heller werdend gefärbt und weist schwach ausgeprägte dunkle Linien auf dem Rücken auf. Die Flossen sind gelblich, die Rücken- und Schwanzflosse sind leicht dunkel gesprenkelt. Das Maul ist endständig, groß und die Mundwinkel laufen leicht nach unten. Beide Kiefer tragen zwei Reihen von Zähnen, wobei im Oberkiefer die äußeren, im Unterkiefer die inneren größer sind. Die Kiemenreuse weist am ersten Kiemenbogen 7 bis 12 Dornen auf. Die Rückenflosse weist zehn, seltener neun, Hartstrahlen vor der Einbuchtung und einen Hart- sowie 27 bis 34 Weichstrahlen dahinter auf. Die Afterflosse weist zwei Hartstrahlen auf, von denen der erste klein ist und der zweite sehr groß und kräftig. Darauf folgen sieben Weichstrahlen. Die zugespitzte Schwanzflosse sitzt an einem langen Schwanzstiel. Die zur Geräuscherzeugung genutzte Schwimmblase ist komplex aufgebaut mit einem karottenförmigen Hauptteil, zwei nach vorne gerichteten und fünf oder sechs nach hinten gerichteten Anhängseln.

## Lebensweise
Boesemania microlepis besiedelt große Flussläufe bis in die brackigen Mündungsbereiche. Sie hält sich vorwiegend in Bodennähe auf. Es gibt keine Hinweise auf größere Wanderungen. Als Nahrung dienen Krustentiere, Insekten und kleine Fische. In der Trockenzeit geben die Tiere in tiefen Wasserbereichen des Mekong laute Quakgeräusche von sich, die mit der Paarung zusammenhängen könnten. Eier werden von Februar bis Mai abgelegt.

## Nutzung
Die Art ist ein wichtiger und geschätzter Speisefisch, der frisch vermarktet wird. Auf Grund der starken Befischung sind die Bestände auf etwa 10 bis 20 % der ursprünglichen Größe zurückgegangen. Die Art ist daher in Laos gesetzlich geschützt und darf während der Laichzeit nicht gefangen und ganzjährig nicht gehandelt werden. Zudem sind die Laichgründe als Schutzgebiete ausgewiesen.

## Weblink
- Boesemania microlepis in der Roten Liste gefährdeter Arten der IUCN 2013.2. Eingestellt von: Baird, I., 2011. Abgerufen am 7. Februar  2014.